# بایلتی
بایلتی (گرجی: ბაილეთი) یک روستا در شهرداری ازورگتی ناحیه گوریا در غرب گرجستان است.